# Noironte
Noironte ist eine französische Gemeinde mit 401 Einwohnern (Stand: 1. Januar 2022) im Département Doubs in der Region Bourgogne-Franche-Comté. Sie gehört zum Arrondissement Besançon und ist Mitglied im Gemeindeverband Grand Besançon Métropole. Die Bewohner werden Nirontais und Nirontaises genannt.

## Geographie
Noironte liegt auf einer Höhe von 223 m über dem Meeresspiegel, etwa zwölf Kilometer westnordwestlich der Stadt Besançon (Luftlinie). Das Dorf erstreckt sich in der leicht gewellten Landschaft zwischen den Flussläufen von Doubs im Süden und Ognon im Norden, in der Talmulde der Recologne, die hier noch Ruisseau de Noironte genannt wird.
Die Fläche des 6,73 km² großen Gemeindegebiets umfasst einen Abschnitt südlich des Ognon. Von Südosten nach Nordwesten wird das Gebiet von der Talmulde des Ruisseau de Noironte durchquert, der für die Entwässerung zum Ognon sorgt. Unterhalb des Dorfes weitet sich die Mulde zu einer rund ein Kilometer breiten Talebene. Flankiert wird das Tal auf beiden Seiten von Anhöhen, die teils landwirtschaftlich genutzt werden, teils mit Wald bedeckt sind. Die nördliche Abgrenzung verläuft im ausgedehnten Forst Bois des Fouchères (bis 240 m). In einer Mulde am Rand dieses Waldes (Creux des Renards) befindet sich ein 2 Hektaren großer Weiher. Nach Westen erstreckt sich das Gemeindeareal in den Bois du Breuil und bis zum Dorfbach von Placey, einem linken Zufluss des Ruisseau de Noironte. Mit 278 m wird auf der Anhöhe des Bois de la File bei Audeux die höchste Erhebung von Noironte erreicht.
Nachbargemeinden von Noironte sind Chevigney-sur-l’Ognon und Émagny im Norden, Chaucenne, Pouilley-les-Vignes und Champvans-les-Moulins im Osten, Champagney, Audeux und Placey im Süden sowie Recologne im Westen.

## Geschichte
Erstmals schriftlich erwähnt wird Noironte bereits im Jahr 1073 unter dem Namen Nerontio in einer Urkunde des Klosters Saint-Paul in Besançon. Im Lauf der Zeit wandelte sich die Schreibweise über Nigronte (1108), Nigrunta (1139), Noironte (erstmals 1287), Noyronte (1344) und Noirontes (1629) zur heutigen Form. Im Mittelalter bildete das Dorf eine eigene Herrschaft, deren Ursprung im Dunkeln liegt. Seit dem 13. Jahrhundert gehörte das Lehen Noironte den Herren von Apremont und Moncley, später war es von der Herrschaft Arguel abhängig. Zusammen mit der Franche-Comté gelangte das Dorf mit dem Frieden von Nimwegen 1678 an Frankreich. Die Herrschaft Noironte wurde 1713 zum Marquisat erhoben. Heute ist Noironte Mitglied des Gemeindeverbandes Communauté d’agglomération du Grand Besançon.

## Sehenswürdigkeiten
Die Kirche Saint-Martin wurde von 1855 bis 1880 im Stil der Neugotik errichtet. Zur Ausstattung gehört eine reich skulptierte Kanzel aus dem 18. Jahrhundert.
Das Schloss stammt ursprünglich aus dem 16. Jahrhundert. Nach einem Brand wurde es 1786 neu erbaut. Es besteht aus zwei Flügeln, die in L-Form aneinandergefügt sind und von zwei Türmen überragt werden. Zum Schloss gehören ein Park mit mächtigen Bäumen und ein Taubenhaus. Das seit 1992 als Monument historique klassifizierte Gebäude befindet sich heute in Privatbesitz und kann nicht besichtigt werden.

## Bevölkerung
| Jahr                       | 1962 | 1968 | 1975 | 1982 | 1990 | 1999 | 2009 | 2014 | 2020 |
| Einwohner                  | 195  | 215  | 254  | 236  | 303  | 321  | 332  | 381  | 397  |
| Quellen: Cassini und INSEE |      |      |      |      |      |      |      |      |      |

Mit 401 Einwohnern (Stand 1. Januar 2022) gehört Noironte zu den kleinen Gemeinden des Départements Doubs. Nachdem die Einwohnerzahl in der ersten Hälfte des 20. Jahrhunderts abgenommen hatte (1886 wurden noch 273 Personen gezählt), wurde seit Beginn der 1960er Jahre wieder ein kontinuierliches Bevölkerungswachstum verzeichnet.

## Wirtschaft und Infrastruktur
Noironte war bis weit ins 20. Jahrhundert hinein ein vorwiegend durch die Landwirtschaft (Ackerbau, Obstbau und Viehzucht) und die Forstwirtschaft geprägtes Dorf. Heute gibt es einige Betriebe des lokalen Kleingewerbes, darunter eine Käserei mit mehr als 30 Angestellten und mechanische Werkstätten. Mittlerweile hat sich das Dorf auch zu einer Wohngemeinde gewandelt. Viele Erwerbstätige sind Wegpendler, die in der Agglomeration Besançon ihrer Arbeit nachgehen.
Die Ortschaft liegt abseits der größeren Durchgangsachsen an einer Departementsstraße, die von Pelousey nach Recologne führt. Der nächste Anschluss an die Autobahn A36 befindet sich in einer Entfernung von ungefähr acht Kilometern. Weitere Straßenverbindungen bestehen mit Audeux, Émagny und Chaucenne. Durch die Buslinie 62 ist Noironte mit der Stadt Besançon verbunden.